# 奈良県道280号大和青垣吉野川自転車道線
奈良県道280号大和青垣吉野川自転車道線（やまと あおがき よしのがわ じてんしゃどうせん）は、奈良県奈良市を起点とし、五條市へ至る一般県道、自転車道である。京奈和自転車道の奈良区間である。

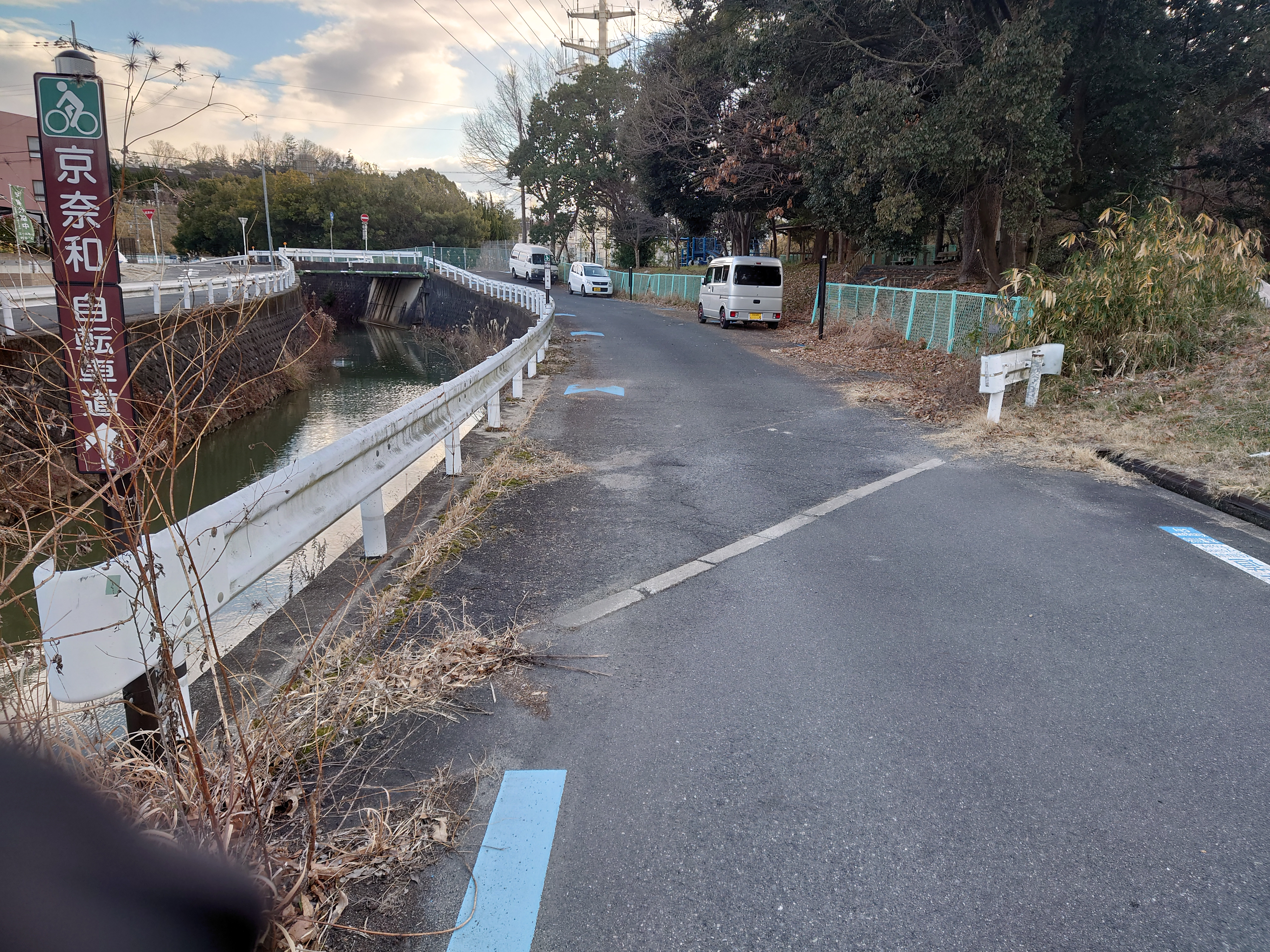
京奈和自転車道の京都府と奈良県の府県境

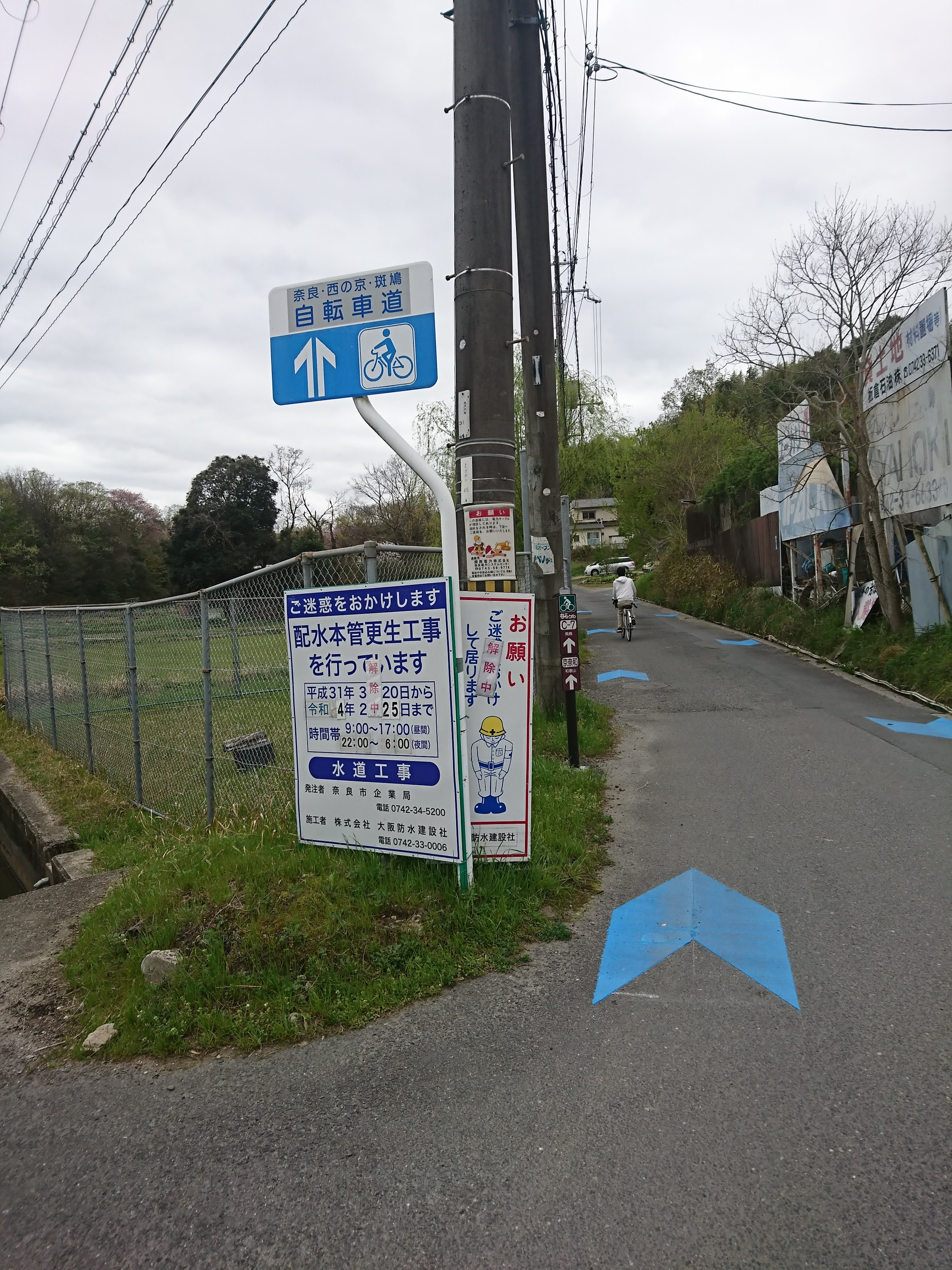
京奈和自転車道と奈良自転車道の重複区間起点近く

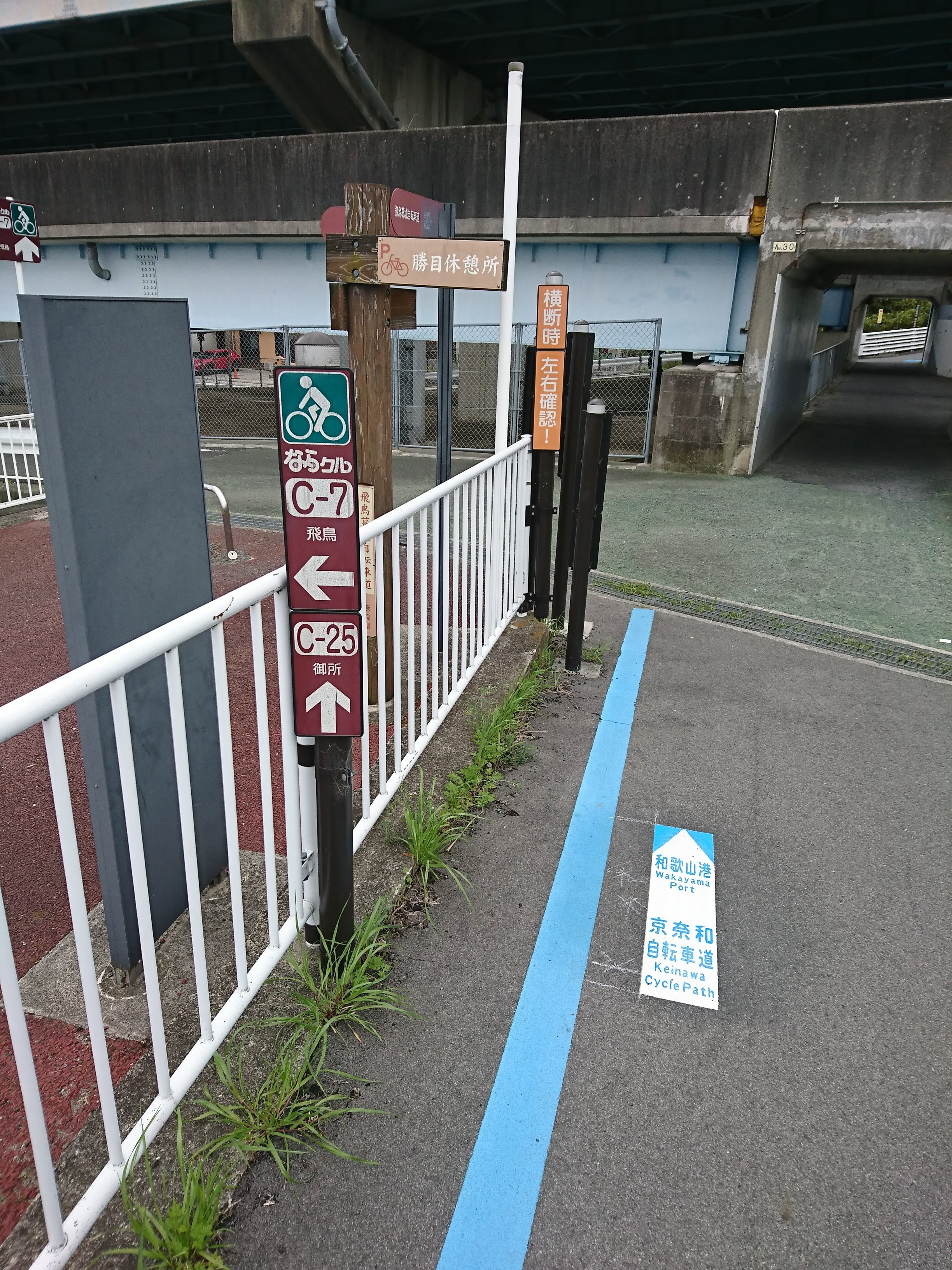
京奈和自転車道と飛鳥葛城自転車道の分岐

## 概要
2016年（平成28年）6月3日　奈良県告示第74号にて県道に認定された。
奈良県は、2016年（平成28年）度から県内の主に佐保川－大和川－葛城川－吉野川に沿って南北に縦断する全長75kmのサイクリングロードをつくる。
鹿川の橋の手前の京都府-奈良県境で路面標示のみで整備された京都区間と接続し、平城山駅前を通り、国道24号のアンダーパス付近で奈良自転車道と合流し平城宮跡を通って、秋篠川に沿って奈良口交差点付近で、奈良自転車道と分岐し、奈良県道41号奈良大和郡山線を東に進んで、佐保川沿いの単独区間に入る。佐保川と大和川との合流地点付近で奈良県道109号天理斑鳩線に出て、大和川を渡った先で大和中央自転車道に合流し、第二浄化センタースポーツ広場付近で大和中央自転車道を外れて、飛鳥葛城自転車道へ合流し、葛城川沿いを進む。そして、大和高田バイパスで、バイパス沿いに進む飛鳥葛城自転車道に対し、京奈和自転車道は続いて葛城川沿いを進み、御所駅付近で和歌山線沿いに進み、薬水駅から近鉄吉野線沿いに福神駅を超えたあたりで吉野線を外れ、大阿太高原の梨園の多いあたりを通って、吉野川沿いに下り、そこからは吉野川沿いに和歌山方向へ進んでいく。

### 路線データ
- 起点 :奈良県奈良市
- 終点 :奈良県五條市
- 主な経由地 :大和郡山市 - 御所市
- 路線延長 :75キロメートル

### 整備計画・交付期間
2016年（平成28年）－2020年（令和2年）の5年間をかけて整備する予定となっていて、2021年（令和3年)度開始時点では一部施工中の箇所もあるが、全線開通したものとされている。
京都府、和歌山県と連携し　京都府道801号京都八幡木津自転車道線、和歌山県道803号紀の川自転車道線を繋ぎ、京都－奈良－和歌山を結ぶ「京奈和自転車道」延長：約180kmの一部として完成させる予定で、佐保川沿いの既設区間には和歌山港および、嵐山からの距離の書かれた水色の路面標示が行われている。大和高田バイパスより北は既存の大規模自転車道なども利用し、主に自転車歩行者専用道路、南は車道混在で整備される。既存の自転車道重複区間を含む自転車歩行者専用道路区間には、路側に水色の線が引かれ、車道混在区間には水色の矢羽根の自転車ナビマークで方向が示されている。
2017年（平成29年）10月13日、大和郡山市下三橋町（郡界橋）から同市長安寺町（三郷橋）の4.4km区間が開通した。また2018年度には五條市内約15kmの整備が完了している。その後、主に、佐保川沿いの箇所を整備し、大規模自転車道として整備された区間や車道混在で整備する車道などに路面標示などの整備を行い、自転車道の古い設計の区間を別線で再整備するなどした上で、2021年4月1日に全線開通したと発表した。

## 地理

### 主な接続路線
- 奈良県道144号大和郡山上三橋線
- 奈良県道193号筒井二階堂線
- 奈良県道266号奈良西の京斑鳩自転車道線 (奈良自転車道)
- 奈良県道273号大和郡山田原本橿原自転車道線 (大和中央自転車道)
- 奈良県道274号明日香大和郡山自転車道線 (飛鳥葛城自転車道)

### 沿線施設
- まほろば健康パーク